# Walthill (Nebraska)
Walthill es una villa ubicada en el condado de Thurston en el estado estadounidense de Nebraska. En el Censo de 2010 tenía una población de 780 habitantes y una densidad poblacional de 703,64 personas por km².

## Geografía
Walthill se encuentra ubicada en las coordenadas 42°8′56″N 96°29′34″O / 42.14889, -96.49278. Según la Oficina del Censo de los Estados Unidos, Walthill tiene una superficie total de 1.11 km², de la cual 1.11 km² corresponden a tierra firme y (0%) 0 km² es agua.

## Demografía
Según el censo de 2010, había 780 personas residiendo en Walthill. La densidad de población era de 703,64 hab./km². De los 780 habitantes, Walthill estaba compuesto por el 15.64% blancos, el 0.64% eran afroamericanos, el 80.9% eran amerindios, el 0.13% eran asiáticos, el 0.26% eran isleños del Pacífico, el 0.26% eran de otras razas y el 2.18% pertenecían a dos o más razas. Del total de la población el 3.33% eran hispanos o latinos de cualquier raza.